# José Colomer
Pour les articles homonymes, voir Colomer.
José Colomer, né le 10 juin 1935 à Terrassa et mort le 24 janvier 2013 dans la même ville, est un joueur espagnol de hockey sur gazon.

## Carrière
José Colomer a fait partie de la sélection espagnole de hockey sur gazon médaillée de bronze aux Jeux olympiques d'été de 1960 à Rome.